# Batyma onesalis
Batyma onesalis là một loài bướm đêm trong họ Noctuidae.